# Alicia Rhett
Alicia Rhett, född 1 februari 1915 i Savannah i Georgia, död 3 januari 2014 i Charleston i South Carolina, var en amerikansk skådespelerska och porträttmålare som var mest känd för sin roll som India Wilkes i filmklassikern Borta med vinden. 
Redan innan Rhett medverkade i Borta med vinden var hon porträttmålare och hon målade även av sina motspelare. Rhett sökte ursprungligen för rollen som "Melanie Hamilton", men den gick till Olivia de Havilland. Hon erbjöds då istället rollen som "Ashley Wilkes" syster "India". Rhett valde dock efter Borta med vinden att inte fortsätta sin filmkarriär, utan lämnade Hollywood för att fortsätta måla porträtt och illustrera böcker. En liten kontakt med filmvärlden behöll dock Rhett, då hon blev dialektcoach för unga blivande skådespelare.